# Csajak János
Csajak János (Nagypalugya, 1830. január 5. – 1867. február 4.) evangélikus lelkész, költő.
Szentivánban, Liptó megyében volt lelkész, egyetlen munkája Turócszentmártonban jelent meg:
Básne Janka Čajaka Turócz-Szent-Márton, 1875. (Csajak János Költeményei. Humoros és szatirikus versek, melyeket a hatvanas években írt és a költő özvegye, Dobsinszky Pál társaságában kiadott.)